# Enter the Chicken
Enter the Chicken è il quattordicesimo album in studio del chitarrista statunitense Buckethead, pubblicato il 25 ottobre 2005 dalla Serjical Strike Records.

## Descrizione
L'idea dell'album nacque da Buckethead e da Serj Tankian che presero la decisione di coinvolgere numerosi artisti e amici, da qui il nome "Buckethead & Friends" riportato sull'album. Enter the Chicken contiene il brano We Are One, realizzato con Tankian e uno dei pochi per il quale è stato girato un video musicale, e la strumentale Notthingham Lace, ritenuta uno dei pezzi più famosi di Buckethead.
Buckethead promosse l'album in occasione del suo Disney World to Disney Land Tour avvenuto tra ottobre e novembre 2005.
L'8 aprile 2008 il disco fu ripubblicato con una copertina differente e con l'aggiunta di un brano intitolato Shen Chi, titolo riferito a un tipo particolare di energia del Feng shui.

## Accoglienza
La partecipazione di Tankian e degli altri artisti nell'album causò un notevole interessamento da parte dei mass-media, fatto del tutto inusuale rispetto alle precedenti pubblicazioni di Buckethead.
The Washington Post chiamò l'album «un disco divertente che si diletta in generi che vanno dal pop romantico al metal estremo».
Michael Melchore di 411mania recensì l'album e disse di Three Fingers come un brano «ricco di sospetto come le poesie di strada di Saul Williams prima dell'arrivo di Buckethead con il funk e il groove».

## Tracce
Testi e musiche di Buckethead e Dan Monti, eccetto dove indicato.
1. Intro – 0:15
2. We Are One (featuring Serj Tankian) – 4:01 (Buckethead, Dan Monti, Serj Tankian)
3. Botnus (featuring Efrem Schulz) – 3:24 (Buckethead, Dan Monti, Efrem Schulz)
4. Three Fingers (featuring Saul Williams) – 2:58 (Buckethead, Dan Monti, Saul Williams)
5. Running from the Light (featuring Gigi & Maura Davis) – 4:42 (Buckethead, Dan Monti, Ejigayehu 'Gigi' Shibabaw, Maura Davis)
6. Coma (featuring Azam Ali & Serj Tankian) – 5:38 (Buckethead, Dan Monti, Azam Ali, Serj Tankian)
7. Waiting Hare (featuring Shana Halligan & Serj Tankian) – 5:43 (Buckethead, Dan Monti, Serj Tankian)
8. Interlude (performed by Donald Conviser) – 0:18
9. Funbus (featuring Dirk Rogers & Keith Aazami) – 3:25 (Buckethead, Dan Monti, Dirk Rogers, Keith Aazami)
10. The Hand (featuring Maximum Bob & Ani Maldjian) – 4:24 (Buckethead, Dan Monti, Maximum Bob, Ani Maldjian)
11. Nottingham Lace – 6:33

Traccia bonus presente nella riedizione del 2008
1. Shen Chi – 2:47

## Formazione
Musicisti
- Buckethead – chitarra
- Dan Monti – basso, programmazione aggiuntiva
- Serj Tankian – voce (tracce 2, 6 e 7)
- Efrem Schulz – voce (traccia 3)
- Saul Williams – voce (traccia 4)
- Gigi, Maura Davis – voce (traccia 5)
- Azam Ali – voce (traccia 6)
- Shana Halligan – voce (traccia 7)
- Donald Conviser – voce e chitarra (traccia 8)
- Dirk Rogers, Keith Aazami – voci (traccia 9)
- Maximum Bob, Ani Maldjian – voci (traccia 10)

Produzione
- Serj Tankian – produzione
- Dan Monti – coproduzione, ingegneria del suono, missaggio[12]
- Paul Miner – mastering
- Bill Laswell – ingegneria vocale (traccia 5)
- Cam Dinunzio – ingegneria vocale (traccia 5)